# Katarzyna Grochola

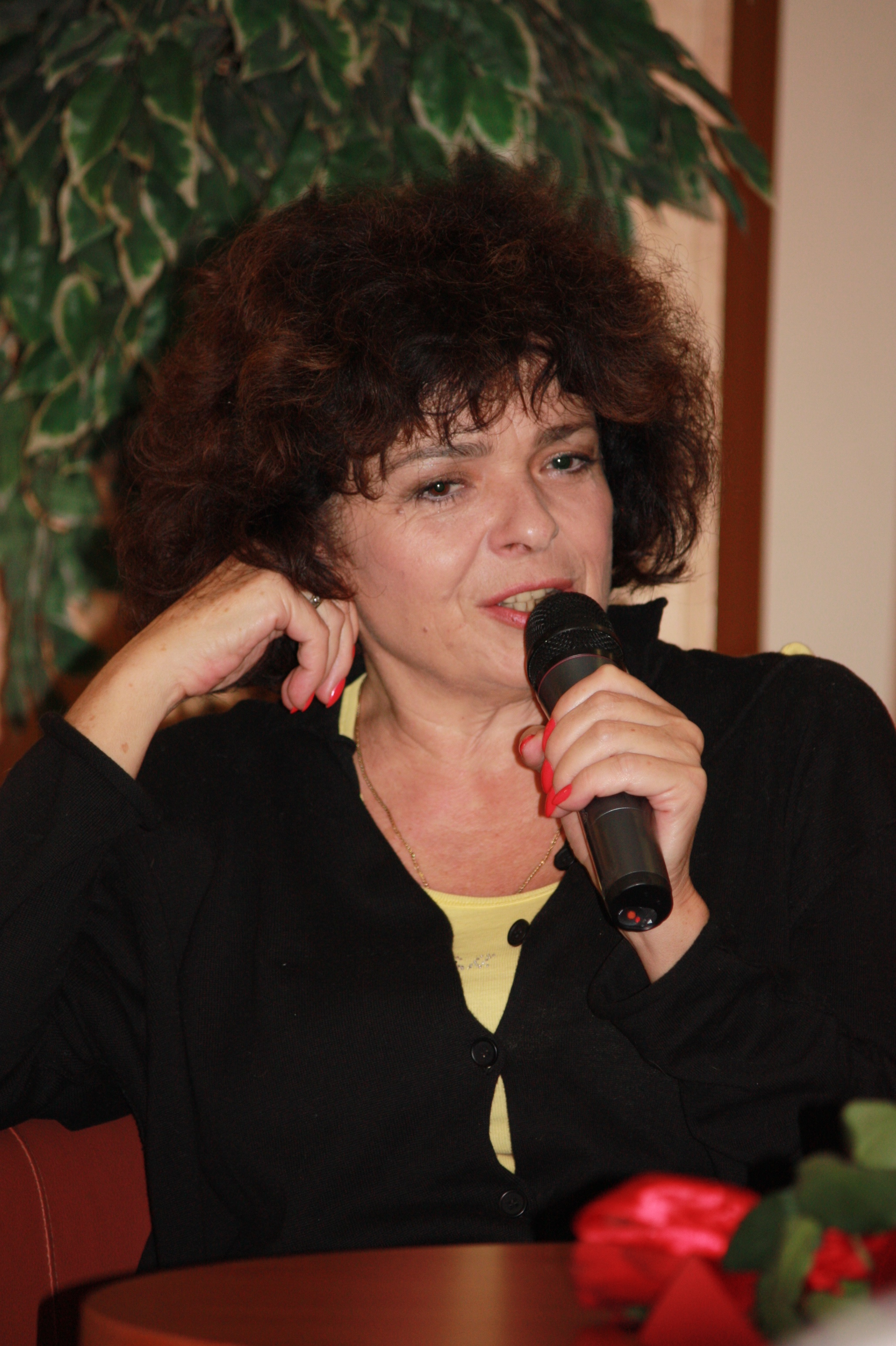
Katarzyna Grochola (2015)

Katarzyna Grochola (* 18. Juli 1957 in Krotoszyn, Polen) ist eine polnische Schriftstellerin.

## Biografie
Grochola wurde 1957 in Krotoszyn geboren. Ihre Mutter war Polonistin, der Vater war Anwalt. Grochola absolvierte das Julius-Słowacki-Gymnasium in Warschau. Sie wollte immer Schriftstellerin werden, war aber zunächst in wechselnden Berufen tätig. Sie arbeitete als Krankenschwester, Beraterin in einer Eheagentur und als Konditor-Gehilfin. Gleichzeitig arbeitete sie mit verschiedenen  Zeitschriften zusammen.
Grochola ist auch Kolumnistin und Drehbuchautorin. Sie wohnt in Milanówek nahe Warschau, hat eine Tochter und einen Enkel.
Grocholas Bücher wurden auf Russisch, Slowakisch und Deutsch übersetzt.

## Publikationen

### Romane
- Przegryźć dżdżownicę (Einen Regenwurm zerbeißen) (1997)
- Nigdy w życiu! (Nie im Leben) (2001)
- Serce na temblaku (Das Herz am Armtragetuch) (2002)
- Ja wam pokażę! (Ich werde euch zeigen!) (2004)
- Osobowość ćmy (Charakter eines Nachtfalters) (2005)
- A nie mówiłam! (Ich habe ja gesagt!) (2006)
- Trzepot skrzydeł (Flügelschlag) (2008)
- Kryształowy Anioł (Ein Kristallengel) (2009)
- Zielone drzwi (Die grüne Tür) (2010)
- Houston, mamy problem (Houston, wir haben ein Problem) (2012)